# Dioscorea dendrotricha
Dioscorea dendrotricha är en enhjärtbladig växtart som beskrevs av Edwin Burton Uline. Dioscorea dendrotricha ingår i släktet Dioscorea och familjen Dioscoreaceae. Inga underarter finns listade i Catalogue of Life.